# Harry Potter és a Halál ereklyéi 1.
A Harry Potter és a Halál ereklyéi 1. rész (eredeti cím: Harry Potter and the Deathly Hallows Part I) 2010. november 19-én (Magyarországon november 25-én) bemutatott, amerikai–brit koprodukcióban készült kétrészes film első része. A film J. K. Rowling Harry Potter történetének befejező kötetének a Harry Potter és a Halál ereklyéinek az adaptációja, David Yates rendezésében. Műfaját tekintve fantasy kalandfilm.
A finálé első részének mottója a plakátokon: "Nem véd meg semmi sem".

## Cselekmény
Valójában a film (egy-két rész kivételével) a könyv első felét filmesíti meg, nincs túlzott hiányosság.
Lásd: Harry Potter és a Halál ereklyéi.

## Szereplők
| Színész                                                | Szereplő                       | Magyar hang                                                        |
| ------------------------------------------------------ | ------------------------------ | ------------------------------------------------------------------ |
| Daniel Radcliffe                                       | Harry Potter                   | Gacsal Ádám                                                        |
| Rupert Grint                                           | Ron Weasley                    | Berkes Bence                                                       |
| Emma Watson                                            | Hermione Granger               | Szabó Luca                                                         |
| Robbie Coltrane                                        | Rubeus Hagrid                  | Hollósi Frigyes                                                    |
| Michael Gambon                                         | Albus Dumbledore               | Makay Sándor                                                       |
| Rhys Ifans                                             | Xenophilius Lovegood           | Viczián Ottó                                                       |
| Alan Rickman                                           | Perselus Piton                 | Tahi Tóth László                                                   |
| Geraldine Somerville                                   | Lily Evans                     | nem beszél                                                         |
| Adrian Rawlins                                         | James Potter                   | nem beszél                                                         |
| Julie Walters                                          | Molly Weasley                  | Andresz Kati                                                       |
| Mark Williams                                          | Arthur Weasley                 | Forgács Gábor                                                      |
| John Hurt                                              | Mr. Ollivander                 | Gruber Hugó                                                        |
| Ralph Fiennes                                          | Voldemort                      | Forgács Péter                                                      |
| Brendan Gleeson                                        | Alastor "Rémszem" Mordon       | Csuja Imre                                                         |
| David Thewlis                                          | Remus Lupin                    | Cs. Németh Lajos                                                   |
| Bill Nighy                                             | Rufus Scrimgeour               | Harsányi Gábor                                                     |
| Helena Bonham Carter                                   | Bellatrix Lestrange            | Balázs Ágnes                                                       |
| Timothy Spall                                          | Peter Pettigrew                | Tahi József                                                        |
| Toby Jones                                             | Dobby                          | Seszták Szabolcs                                                   |
| Simon McBurney                                         | Sipor                          | Láng Balázs                                                        |
| Jason Isaacs                                           | Lucius Malfoy                  | Haás Vander Péter                                                  |
| Helen McCrory                                          | Narcissa Malfoy                | Hámori Eszter                                                      |
| Fiona Shaw                                             | Petunia Dursley                | nem beszél                                                         |
| Richard Griffiths                                      | Vernon Dursley                 | Balázs Péter                                                       |
| Harry Melling                                          | Dudley Dursley                 | Baráth István                                                      |
| Domhnall Gleeson                                       | Bill Weasley                   | Előd Álmos                                                         |
| James Phelps                                           | Fred Weasley                   | Kováts Dániel                                                      |
| Oliver Phelps                                          | George Weasley                 | Kováts Dániel                                                      |
| Bonnie Wright                                          | Ginny Weasley                  | Csifó Dorina                                                       |
| Clémence Poésy                                         | Fleur Delacour                 | Németh Borbála                                                     |
| Warwick Davis                                          | Ampók                          | Maday Gábor                                                        |
| Matthew Lewis                                          | Neville Longbottom             | Hám Bertalan                                                       |
| Tom Felton                                             | Draco Malfoy                   | Borbíró András                                                     |
| Rod Hunt                                               | Thorfinn Rovel                 | nem beszél                                                         |
| Josh Herdman                                           | Gregory Monstro                | nem beszél                                                         |
| Anna Shaffer                                           | Romilda Vane                   | nem beszél                                                         |
| Jessie Cave                                            | Lavender Brown                 | nem beszél                                                         |
| Louis Cordice                                          | Blaise Zabini                  | nem beszél                                                         |
| Scarlett Byrne                                         | Pansy Parkinson                | nem beszél                                                         |
| Katie Leung                                            | Cho Chang                      | nem beszél                                                         |
| Devon Murray                                           | Seamus Finnigan                | nem beszél                                                         |
| Freddie Storma                                         | Cormac McLaggen                | Előd Botond                                                        |
| Evanna Lynch                                           | Luna Lovegood                  | Kántor Kitty                                                       |
| Georgina Leonidas                                      | Katie Bell                     | nem beszél                                                         |
| Afshan Azad                                            | Padma Patil                    | nem beszél                                                         |
| Isabella Laughland                                     | Leanne                         | nem beszél                                                         |
| William Melling                                        | Nigel Wolpert                  | nem beszél                                                         |
| George Harris                                          | Kingsley Shacklebolt           | Bognár Tamás                                                       |
| Natalia Tena                                           | Nymphadora Tonks               | Bognár Anna                                                        |
| Andy Linden                                            | Mundungus Fletcher             | Benkő Péter                                                        |
| David Ryall                                            | Elphias Doge                   | Perlaki István                                                     |
| Matyelok Gibbs                                         | Muriel néni                    | Tóth Judit                                                         |
| Imelda Staunton                                        | Dolores Umbridge               | Kiss Erika                                                         |
| Guy Henry                                              | Pius Thicknesse                | R. Kárpáti Péter                                                   |
| Peter Mullan                                           | Yaxley                         | Epres Attila                                                       |
| David O'Hara                                           | Albert Runcorn                 | nem beszél                                                         |
| Sophie Thompson                                        | Mafalda Hopkirk                | nem beszél                                                         |
| Steffan Rhodri                                         | Reg Cattermole                 | ?                                                                  |
| Kate Fleetwood                                         | Mary Cattermole                | Györgyi Anna                                                       |
| Miranda Richardson                                     | Rita Vitrol                    | nem beszél                                                         |
| Ralph Ineson                                           | Amycus Carrow                  | nem beszél                                                         |
| Suzanne Toase                                          | Alecto Carrow                  | nem beszél                                                         |
| Dave Legeno                                            | Fenrir Greyback                | Zöld Csaba                                                         |
| Frances de la Tour                                     | Madam Olympe Maxime            | nem beszél                                                         |
| Hazel Douglas                                          | Bathilda Bircsók               | nem beszél                                                         |
| Jamie Campbell Bower (fiatalon) Michael Byrne (idősen) | Gellert Grindelwald            | Barbinek Péter                                                     |
| Rade Serbedzija                                        | Gregorovics                    | Szalai Imre                                                        |
| Arben Bajraktaraj                                      | Dolohov                        | Makranczi Zalán                                                    |
| Nick Moran                                             | Scabior                        | Dévai Balázs                                                       |
| Carolyn Pickles                                        | Charity Burbage                | Orosz Helga                                                        |
| Michelle Fairley                                       | Mrs. Granger                   | Sági Tímea                                                         |
| Ian Kelly                                              | Mr. Granger                    | Rosta Sándor                                                       |
| Graham Duff                                            | Névtelen halálfaló             | Maday Gábor                                                        |
| George Potts                                           | Kopaszodó varázsló             | Fehér Péter                                                        |
| Ned Dennehy                                            | Ijedt férfi                    | Renácz Zoltán                                                      |
| Daniel Hill                                            | Bozontos hajú motyogó varázsló | Pipó László                                                        |
| Frank Dilanne                                          | Tom Denem 16 évesen            | Penke Bence                                                        |
| Eva Alexander                                          | Pincérnő                       | Tóth Szilvia                                                       |
| Jim Broadbent                                          | Horatius Lumpsluck             | Szokolay Ottó                                                      |
| További hangok                                         | –                              | Bolla Róbert Csuha Lajos Korbuly Péter Pálfai Péter Simonyi Balázs |

## Eltérések a könyvtől
| A könyvben | A filmben |
| --- | --- |
| Nem ismerjük meg Rufus Scrimgeour szónoklatát. | Rufus Scrimgeour beszédet mond a minisztérium átriumában, új mágiaügyi miniszterként. |
| Hermione módosítja szülei memóriáját, akik így azt sem tudják, hogy van egy lányuk.                                                                                         | Hemione emléktörlő bűbájt szór a szüleire. |
| Harry vitázik a Dursley-házaspárral. Hestia Jones és Dedalus Diggle kíséretében hagyják el végül a házat.                                                                   | A ház elhagyását nem előzi meg vita, s bármely kíséret nélkül távozik a család. |
| Miután Harry megússza a menekülést a Dursley-házból, ő és Hagrid Tonks szüleinél köt ki, és zsupszkulccsal jutnak el onnan az Odúba.                                        | Harryék (ahogy mindenki más is) rögtön az Odúhoz menekülnek. Ted és Andromeda Tonks karaktere teljesen kimarad. |
| Harry az esküvőn távoli Weasley-rokonnak álcázza magát. | Nem álcázza magát az esküvőn. |
| A hírt, miszerint a minisztérium elesett és Scrimgeour meghalt, Kingsley a patrónusán át közli az esküvő résztvevőivel.                                                     | Kingsley egy kék fénycsóvában közli a hírt a jelenlévőkkel. |
| Nem ismerjük meg Pius Thicknesse szónoklatát. | Pius Thicknesse beszédet mond a minisztérium átriumában, új mágiaügyi miniszterként. |
| Harry (Albert Runcorn-ként) elenged egy csalizajgépet a Mugliivadék-Ellenőrző Bizottság dolgozói között, mely végig egyben marad.                                           | A csalizajgép időről időre kisebb csalizajgépeket ad ki magából. |
| Harry látja a róla szóló körözési plakátot, valamint a Hírnév és Hazugságok egy példányát Umbridge irodájában.                                                              | A körözési plakát és a Hírnév és Hazugságok példánya sem jelenik meg. Helyettük Umbridge mugli-rasszista értékei kapnak főszerepet.                                                                                |
| Harry kutakodását Pius Thicknesse szakítja félbe, aki ír egy üzenetet az irodában.                                                                                          | Harry magától hagyja el az irodát. A rémült dolgozók között egy kopaszodó varázsló is feltűnik, aki meglepve látja Harry (Runcorn) felbukkanását.                                                                  |
| A Mugliivadék-Ellenőrző Bizottság tárgyalásán csak Umbridge és Yaxley vesznek részt, valamint jegyzőkönyv-vezetőként Mafalda Hopkirk (Hermione)                             | A tárgyaláson Umbridge, Yaxley és Mafalda mellett más politikusok is részt vesznek. |
| A dementorok a terem sarkaiban várakoznak. | A dementorok a terem mennyezetén várakoznak. Mikor Umbridge elveszti az irányítást felettük, a dementorok repüléssel csapnak le a menekülőkre.                                                                     |
| A dementorokat Harry elkergeti a folyosón. | A dementorok egészen a liftig követik Harry-éket. Harry a fülke rácsán át üldözi el őket a patrónusával. |
| Harry az erdőben változik vissza. A minisztériumi üldözős jelenet nem kap nagy szerepet. A biztonsági őrszolgálat nem jelenik meg.                                          | Harry már az átriumban visszaváltozik. Miközben Hermione, Ron és ő a dühöngő Yaxley elől menekülnek, sokkal nagyobb szerepet kap. Ennek során a biztonságiakkal is összetűzésbe kerülnek.                          |
| Harryék a sátorban többször is beszélgetnek Phineas Nigellus Black portréjával, valamint hallják beszélgetni Ampókot, Ted Tonkst, Dean Thomast és Dirk Cresswellt.          | Kimaradt a jelenet, ahogy Dirk Cresswell karaktere is. |
| Harry és Hermione a köpeny alatt hoppanálnak Godric's Hollowba és mugliknak álcázzák magukat. Miután pedig elmenekülnek onnan, a medál sebet hagy Harry mellkasán.          | Bármely álca nélkül hoppanálnak oda, és szinte sértetlenül dehoppanálnak onnan. |
| Dumbledore gyerekkori történetei fel-felmerülnek az esküvőn (Elphias Doge és Muriel beszélgetnek róla), könyvekben és később Aberforth is elmeséli őket.                    | Egyáltalán nem esik szó se Arianáról, se Grindelwaldról, csupán annyit említenek, hogy Dumbledore lakott Godric's Hollowban.                                                                                       |
| Miután Ron visszatér Harryékhez, elmondja nekik, hogy Voldemort neve tabu lett, ezért nem mondhatják ki. Bár Harry mégis kimondja egyszer, így kerülnek fejvadászok kezére. | Nem derül ki, hogy tabu a név – bár sejteti, hogy mikor Xenophilius kimondja, rögtön megjelennek a halálfalók. Miután Harryék dehoppanálnak onnan, rögtön fejvadászokba botlanak – úgy tűnik, teljesen véletlenül. |
| Mikor Voldemort felkeresi Grindelwaldot, az nem akarja elmondani, hol van a Pálcák Ura, így Voldemort megöli őt.                                                            | Grindelwald kényszer nélkül elmondja Voldemortnak, hogy Dumbledore-é volt a pálca, így Voldemort csak otthagyja őt a cellában.                                                                                     |
| Mikor Harryéket foglyul ejtik és a pincébe zárják, ott Féregfark saját jóakarata miatt meghal a Voldemorttól kapott ezüstkéz által.                                         | Nem mutat jó szándékot, nem is hal meg, csak Dobby elkábítja őt. |
| Voldemort kiábrándító bűbájjal álcázva magát veszi ki Dumbledore sírjából a Pálcák Urát.                                                                                    | Nem használ semmilyen álcázóbűbájt. |

## 3D
A Harry Potter-sorozat gyártói már a Főnix Rendjénél és a Félvér Hercegnél is tesztelték a 3D-s technikát, és az utóbbi első tíz percét térhatású változatban is elkészítették. A Harry Potter és a Halál ereklyéi 1. rész, az előzetes tervekkel ellentétben, nem került 3D-s változatban is a mozikba, ellenben a 2. rész már így is megtekinthető volt.

## Díjak és Jelölések
- 2011 – Oscar-díj jelölés – Legjobb látványtervezés – Stuart Craig, Stephanie McMillan
- 2011 – Oscar-díj jelölés – Legjobb vizuális effektusok – Tim Burke, John Richardson, Christian Manz, Nicolas Aithadi
- 2011 – BAFTA-díj jelölés – Legjobb vizuális effektusok
- 2011 – BAFTA-díj jelölés – Legjobb smink és maszk